# Rhododendron chionanthum
Rhododendron chionanthum là một loài thực vật có hoa trong họ Thạch nam. Loài này được Tagg & Forrest miêu tả khoa học đầu tiên năm 1927.